# Западни шошони
Западни Шошони е термин, който се прилага до редица шошонскоговорещи групи живеещи в северозападна Юта, централна и югозападна Невада, и източна Калифорния в Съединените щати. Въпреки че гошуте са етнически шошони, те са по-тясно свързани с юта и през 1962 г. законно се отделят от западните шошони и стават самостоятелно племе. Всички западни шошони говорят диалекти на три езика – Панаминт, Шошони и Гошуте, класифицирани към централен клон Нумик на Юто – Ацтекското езиково семейство. Тъй като всички шошони говорят един език терминът „шошони“ е етнически, а не езиков.

## Култура
Културата на западните шошони е типична за Големия басейн. Живеят на малки семейни групички, мигриращи сезонно в търсене на храна. Заради пустинния климат, оскъдните природни и хранителни ресурси липсва каквато и да е организация. Основни икономически дейности са ровенето и събирането на различни пустинни храни от семействата или група от семейства от пролетта до есента. От голямо значение са различните треви, ядки, семена, корени, грудки и други. Ловуват, когато ги има планински овце, антилопи, зайци и гризачи. В зависимост от местоположението други важни храни са рибата, птици, ларви и насекоми. Като цяло хората са адаптирани успешно към тежките условия на живот. За да си сътрудничат отделните семейства често се събират заедно и образуват една местна група. Групата живее в едно зимно село и обикновено носи името на характерен хранителен източник или географска характеристика. По този начин групата е териториална, а не съставна. Членството в нея не е фиксирано твърдо и заради това тя не е сама по себе си група. Вождовете или главните мъже, които ръководят дадена група имат минимална власт, ограничена само до ръководенето на различните дейности. Всяка група е политически независима. Групи живеещи в един район формират една по-голяма локална група.

## Исторически групи на западните шошони
Идентифицирани са общо 43 локални или местни групи – 9 племена и 34 регионални групи, включително гошуте. Повечето от тези групи са групирани в 13 общности по географски принцип:
- Гошуте – разделени на 6 групи.
- Уиимпитика – в Биг Смоуки Вали
- Карлин – този регион няма характерно име.
- Коув Вали
- Чери Крийк – тази област обхваща групите живеещи в Игън Каньон.
- Куиюдика – в Клоувър Вали, Уелс Вали, Халек, по Мерис Ривър и по река Хумболт. Подразделят се на 5 групи.
- Панаминт – в областта на Литъл Лейк, Салина Вали, Долината на смъртта и в северната част на долината Панаминт:
  - Охиа – в северната част на Долината на смъртта
  - Тимбиша – в южната част на Долината на смъртта
  - Косо – около Литъл Лейк и в планината Косо в 3 села
  - Паюхи (Пауюхихи) – в долината Салина. Разделени на 3 подразделения.
- Пасиатика – в Пайн Крийк и Даймънд Вали.
- Дикси Вали – включва няколко малки местни групи.
- Цогуиююги – в Елко.
- Пангуидюка (Панкуитика – ядящите риба) – в Кечи Вали.
- Фиш Спрингс Вали
- Хот Крийк Вали
- Хънтингтън Вали
- Индипендънс Вали
- Хюкюндюка (Хукундюка, Хукунтика, Хокантикара) – в областта на Промънтори Пойнт.
- Уаитика – в околностите на Клоувърдеил, в Йон Вали.
- Джайкс Вали – включва групите:
  - Джайкс Вали
  - Уайт Ривър Вали
- Кауич – в планината Кауич
- Лида
- Юуинаи – в Литъл Смоуки Вали
- Палисейд
- Типатика – ядящите кедрови ядки – около Гроус Крийк.
- Цаидюка – в Рейл Роуд Вали
- Реилстън Вали
- Махагюадюка – около Рийс Ривър
- Уататика – в Руби Вали
- Куятика (Куивадика) – в Смит Крийк Вали
- Снейк Вали – включва групите в:
  - Спринг Вали
  - Снейк Вали
  - Антилоуп Вали
- Саут Форк
- Степто Вали
- Тосауич (Уайт Найфс, Тосауи, Тосауихи) – малка група в района на Айрън Пойнт, близо до Батъл Маунтинс.

## История
За първи път западните шошони срещат външни хора в края на 1820те, когато през земите им преминават експедициите на Джедидая Смит и Питър Скайни Огдън. През 1847 г. пристигат мормоните, но истинска голяма инвазия в земите им започва от 1860 г., когато хиляди миньори, златотърсачи и фермери търсят по-добър и лесен живот на запад. Животновъдството, земеделието и дърводобива бързо унищожават важните зони с хранителни ресурси, а станциите на Пони Експрес заемат оскъдните водоизточници. Нови заболявания също засягат региона. Всичко това принуждава индианците да се оттеглят далеч от пътищата на белите или да отговорят на инвазията с грабежи и набези. Тези, които остават в близост до белите селища започват да работят за заселниците и евроамериканското облекло, и начин на живот бързо заменят традиционните. От 1850 г. Правителството започва преговори с различните групи. Първите договори са подписани през 1863 г. и армията веднага започва да избутва индианците от традиционните им територии. Когато няма резервати до добра земя и вода, много западни шошони мигрират от района и се присъединяват към северните паюти и банок и взимат участие във войните им на съпротива. През 1877 г. правителството създава резервата Западни шошони (Дюк Вали) за повечето групи, но много от хората отказват да отидат там. След като повечето отказват да се преместят, Правителството създава редица резервати през първата половина на 20 век. Въпреки крайното прекъсване на традиционния им начин на живот, доста елементи от културата им оцеляват и днес.

## Съвременни групи на западните шошони
През първата половина на 20 век американското правителство създава няколко резервата за различните групи западни шошони. До 1927 г. над 50 % от тях вече живеят в резерватите. В началото на 21 век около 6000 западни шошони живеят в няколко резервата и индиански колонии, някои от които споделят с групи паюти:
- Резерват Дюк Вали (1877) – паюти и шошони (289 819 акра)
- Резерват Дъкуотър (1940) – главно потомци на цаидюка (3815 акра)
- Резерват Ели шошони (1931) – 105 акра
- Резерват Форт Макдермит (1892) – паюти и шошони 16 акра в Невада и 19 000 акра в Орегон
- Резервата Биг Пайн, Резервата Фалън и колония, Бишъп индиън колония, Резервата Форт Индипендънс и Резервата Лон Пайн се споделят заедно с Оуенс Вали паютите.
- Резерват Йомба (1937 – 4719 акра)
- Резерват Дед Вали (1982) – тимбиша (40 акра)
- Уинемука индиън колония (1971) – паюти и шошони (340 акра)
- Племето Те – моак на западните шошони се състои от 5 съставни групи, живеещи в резервати в Невада:
  - Резерват Батъл Маунтин (1917) – 700 акра
  - Елко индиън колония (1918) – 193 акра
  - Резерват Руби Вали (1887) – 15 000 акра
  - Саут Форк и Одгърс Ранч индиън колония (1941) – 13 050 акра
  - Уелс индиън колония (1980) – 80 акра

Всички тези групи са федерално признати като племенни образувания.